# Terminus ante quem

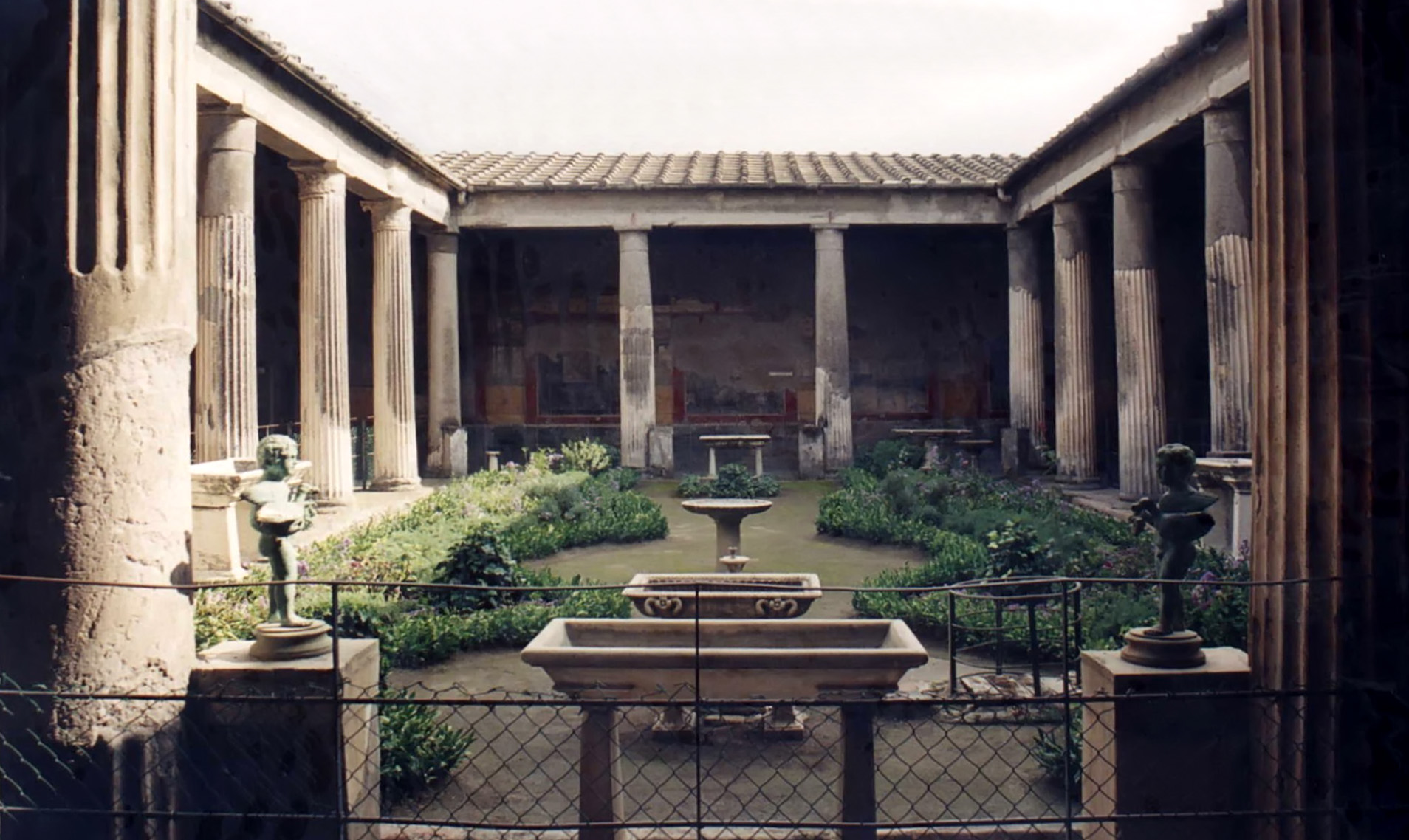
Blick in das Peristyl des Hauses der Vettier in Pompeji, das beim Ausbruch des Vesuv im Jahr 79 verschüttet worden ist

Die Begriffe terminus ante quem (lat. ‚Zeitpunkt vor dem‘), terminus post quem (lat. ‚Zeitpunkt nach dem‘), terminus a quo (lat. ‚Zeitpunkt ab dem‘) für den frühestmöglichen und terminus ad quem (lat. ‚Zeitpunkt bis zu dem‘) benutzt die Geschichtswissenschaft, um eine Quelle zu datieren. 

## Terminus ante quem
Der terminus ante quem (lat. ‚Zeitpunkt vor dem‘) – abgekürzt taq oder TAQ – benennt den Zeitpunkt, vor dem das gesuchte Ereignis passiert sein muss. Ein sehr bekanntes Beispiel aus der Archäologie sind die am Vesuv gelegenen Städte, etwa Pompeji, die beim Ausbruch des Vulkans im Herbst des Jahres 79 n. Chr. verschüttet wurden. Alle Gebäude und Funde aus diesen Orten müssen also älter sein.

## Terminus post quem
In ähnlicher Bedeutung wird auch der Ausdruck terminus post quem (lat. ‚Zeitpunkt nach dem‘) – abgekürzt tpq oder TPQ – benutzt. Mit Hilfe des tpq kann ein Ereignis in Bezug auf einen früheren Zeitpunkt eingegrenzt werden. So liefert eine in einem archäologischen Fund geborgene Münze (oder bei mehreren Geldstücken die zuletzt geprägte so genannte Schlussmünze) den tpq für den Fundkomplex, da dieser nicht vor der Prägung des Geldes in die Erde gelangt sein kann (vgl. Münzdatierung). Im Falle von fälschbaren Werken, etwa Schriftstücken, ist ein Terminus post quem wegen der Unmöglichkeit, zukünftige Ereignisse zu kennen, prinzipiell sicherer als ein Terminus ante quem. Ein Terminus post quem kann auch bewusst eingesetzt werden – so fotografierten etwa die Terroristen der Roten Armee Fraktion mehrfach ihre Entführungsopfer mit aktuellen Tageszeitungen, um zu belegen, dass die jeweilige Geisel am Tag des Erscheinens der jeweiligen Zeitung noch am Leben war.

## Terminus a quo und Terminus ad quem
Für Ereignisdatierungen, die sich innerhalb einer bestimmten Zeitspanne eingrenzen lassen, werden vorzugsweise die Begriffe terminus a quo (lat. ‚Zeitpunkt ab dem‘) für den frühestmöglichen und terminus ad quem (lat. ‚Zeitpunkt bis zu dem‘) für den spätestmöglichen Zeitpunkt verwendet. Im praktischen Definitionsgebrauch bzw. in bestimmten Einzelfällen müssen jedoch nicht zwingend beide Termini angegeben werden.